# Alectona
Alectona is een geslacht van sponsdieren uit de klasse van de Demospongiae (gewone sponzen). 

## Soorten
- Alectona jamaicensis Pang, 1973
- Alectona mesatlantica Vacelet, 1999
- Alectona microspiculata Bavestrello, Calcinai, Cerrano & Sarà, 1998
- Alectona millari Carter, 1879
- Alectona primitiva Topsent, 1932
- Alectona sarai Calcinai, Cerrano, Iwasaki & Bavestrello, 2008
- Alectona sorrentini Bavestrello, Calcinai, Cerrano & Sarà, 1998
- Alectona triradiata Lévi & Lévi, 1983
- Alectona verticillata (Johnson, 1899)
- Alectona wallichii (Carter, 1874)